# Deutsche Gesellschaft für Auswärtige Politik
Die Deutsche Gesellschaft für Auswärtige Politik e. V. (DGAP) ist ein Netzwerk und eine Denkfabrik für Außenpolitik. Die 1955 in Anlehnung an Council on Foreign Relations und Chatham House gegründete Gesellschaft betreibt Forschung im Bereich der internationalen Politik sowie der Außen- und Sicherheitspolitik. Die DGAP zählt heute über 2.800 Mitglieder, darunter führende Persönlichkeiten aus dem Bank- und Finanzwesen, der Wirtschaft, Politik, Medien und der Wissenschaft. Sitz der DGAP ist das ehemalige Gebäude der Jugoslawischen Gesandtschaft im Botschaftsviertel in Berlin-Tiergarten.

## Verein und Zweck

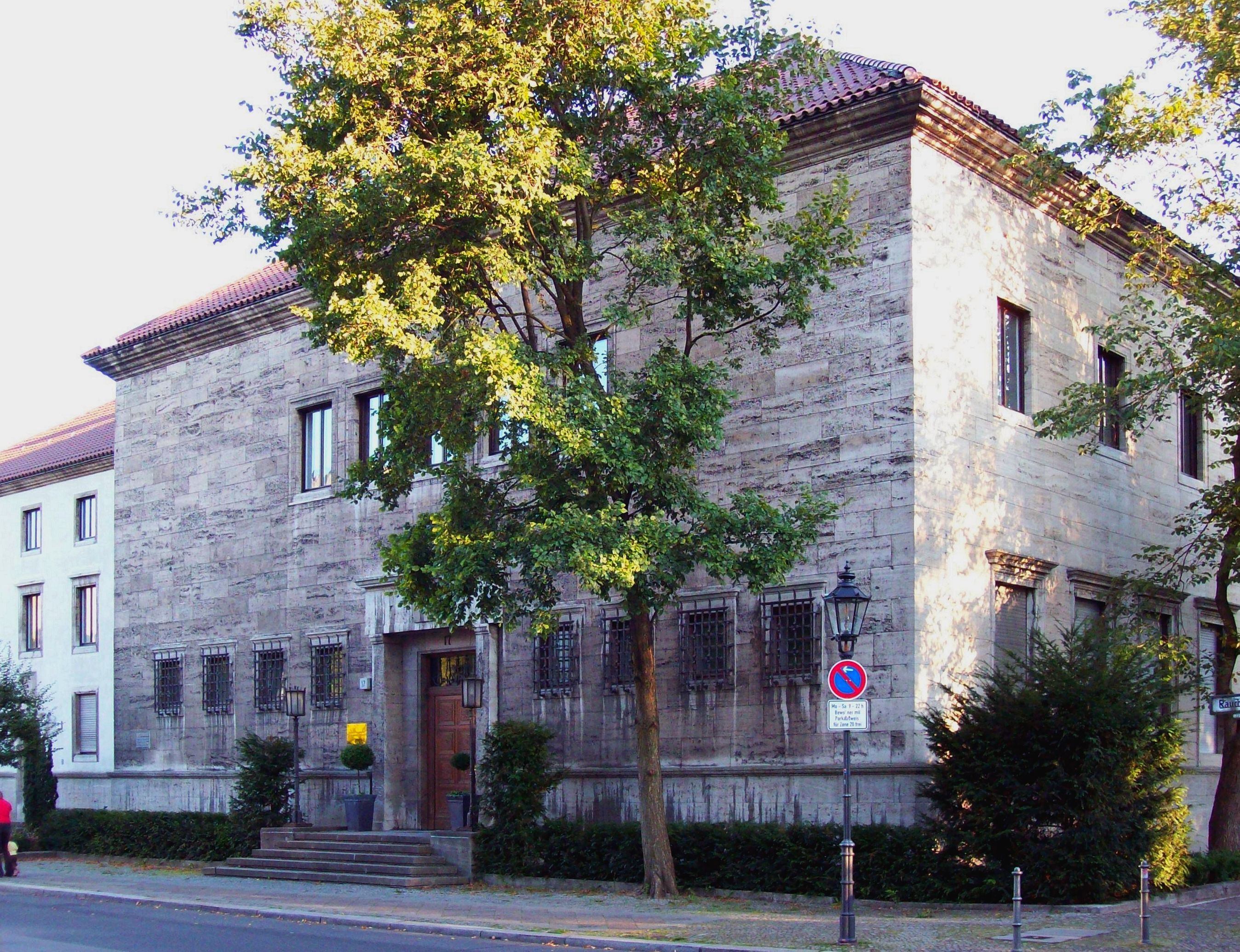
Sitz der DGAP in Berlin-Tiergarten

Der Verein versucht, die außenpolitische Meinungsbildung auf verschiedenen Ebenen zu beeinflussen. Seine Arbeit richtet sich an Entscheidungsträger in der deutschen Politik, Wirtschaft, Verwaltung, in Nichtregierungsorganisationen, im Militär sowie an eine breite Öffentlichkeit. Die international als German Council on Foreign Relations bekannte Institution versteht sich als praxisorientierter Think Tank, der auf wissenschaftlicher Basis nachfrageorientierte Politikberatung anbietet.
Die DGAP ist Mitglied im Netzwerk Europäische Bewegung.

## Geschichte
Der Verein wurde 1955 in Bonn gegründet. Vorbild bei der Gründung war in vielen Belangen der Council on Foreign Relations in New York und das Chatham House in London. In Bonn hatte die DGAP von 1956 bis 1959 ihren Sitz in der Villa Joachimstraße 7 und anschließend bis 1965/1966 in der Villa Schaumburg-Lippe-Straße 6. 1965 erwarb sie mit dem vormaligen Haus des Deutschen Handwerks in Bonn einschließlich der Villa Adenauerallee 131, die in späteren Jahren auch als Signet der DGAP diente, erstmals ein eigenes Gebäude. Es diente von April 1966 bis 1999 als Sitz der DGAP.
Der CDU-Politiker, Diplomat und Unternehmer Günther Henle (1899–1979) war 1955 bis 1973 erster Präsident der DGAP.

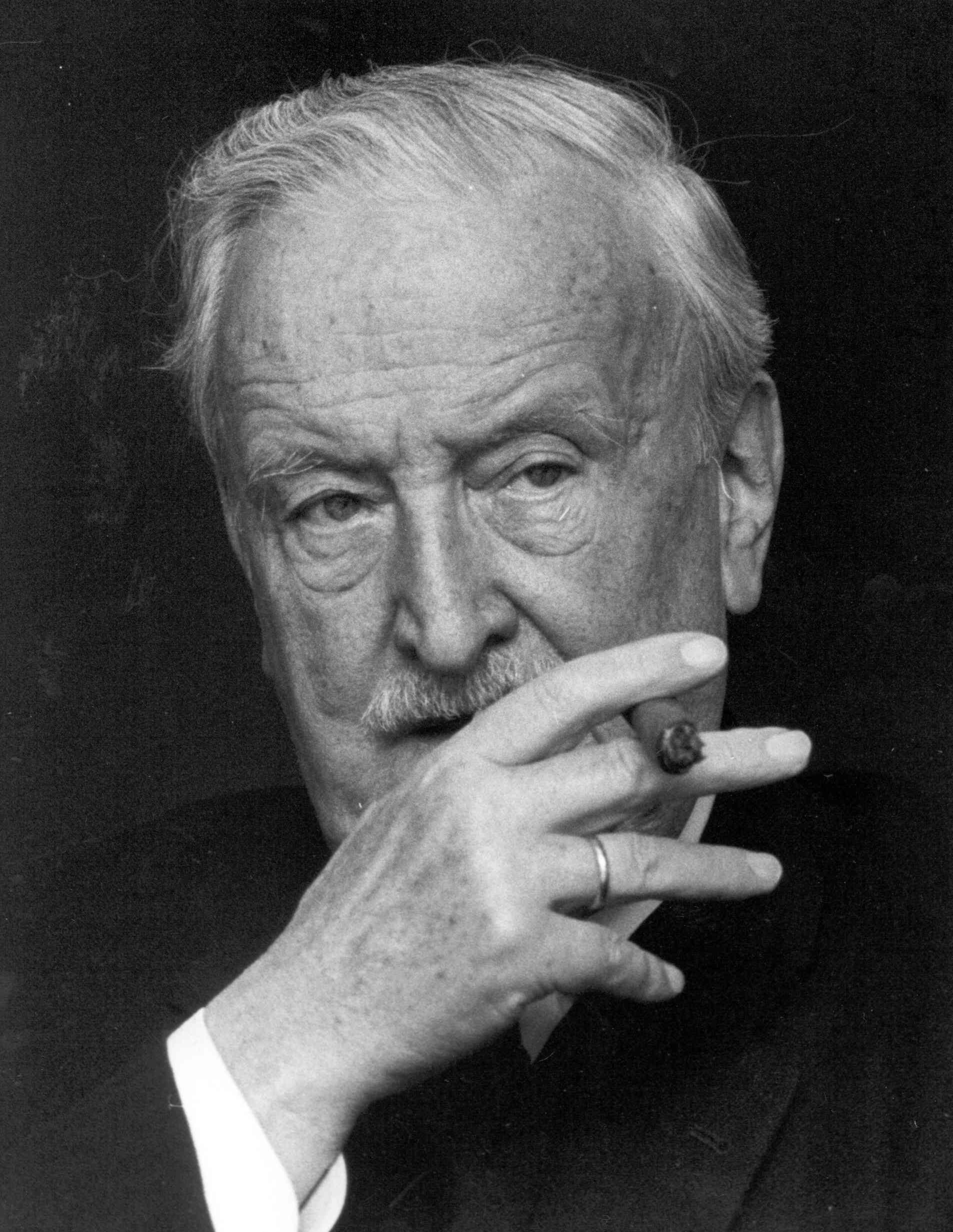
Mitgründer Hermann Josef Abs

Anhand der Funktionen und Tätigkeiten der DGAP-Gründungsväter ist bereits 1955 eine Verzahnung von Entscheidungsträgern aus Finanzwesen, Industrie, Medien, Politik und Justiz nach dem Beispiel der Strukturen des Council on Foreign Relations und des Chatham House wahrnehmbar. Den Aufruf zur Gründung der DGAP verfassten gemeinsam die folgenden Personen:
- Hermann Josef Abs (Vorstand Deutsche Bank AG)
- Robert Pferdmenges (Bankhaus Sal. Oppenheim)
- August Oswalt (Mitinhaber des Frankfurter Bankhauses Georg Hauck & Sohn)
- Hans Karl von Mangoldt-Reiboldt (Präsident des Direktoriums der Europäischen Zahlungsunion)
- Hans Goudefroy (Allianz AG)
- Richard Merton (Rüstungskonzern Metallgesellschaft)
- Fritz Berg (1. Präsident des BDI)
- Ernst Friedlaender (Chefredakteur Die Zeit und Mitbegründer der Atlantik-Brücke)

sowie die Bundespolitiker
- Heinrich von Brentano (CDU, Bundesaußenminister a. D.)
- Walter Hallstein (Staatssekretär im Auswärtigen Amt)
- Thomas Dehler (FDP, Bundesjustizminister a. D.)
- Hans-Joachim von Merkatz (CDU, Bundesjustizminister a. D.)
- Ernst Lemmer (Bundesminister für das Post- und Fernmeldewesen)
- Wilhelm Grewe (1955 Leiter der politischen Abteilung des Auswärtigen Amtes; später (1958–1962) deutscher Botschafter in Washington, D.C.)
- Andreas Hermes (Mitbegründer der CDU)
- Erich Ollenhauer (SPD-Vorsitzender)
- Theodor Steltzer (CDU, Ministerpräsident Schleswig-Holstein)
- Hermann Weinkauff (1. Präsident des Bundesgerichtshofs)

Die DGAP hatte folgende Direktoren:
- Guntram Wolff (2022–2024)
- Cathryn Clüver Ashbrook (2021–22)
- Daniela Schwarzer (2016–21)
- Eberhard Sandschneider (2003–16)
- Karl Kaiser (1973–2003)
- Karl Carstens (1970–73)[5]
- Wolfgang Wagner (1966–70)
- Wilhelm Cornides (1965–66)
- Hans-Adolf Jacobsen (1961–65)
- Ulrich Gembardt (1958–61)
- Arnold Bergstraesser (1955–58)

Seit dem 15. August 2024 ist Thomas Kleine-Brockhoff Direktor der DGAP.

## Aktivitäten

### Forschungsinstitut
Im Forschungsinstitut der DGAP arbeiten etwa 40 Personen zu außenpolitischen Themen.
Unter Beteiligung von hochrangigen Entscheidern aus Politik und Wirtschaft organisiert und moderiert die DGAP in zahlreichen Fachkonferenzen, Gesprächskreisen sowie Studien- und Projektgruppen die Diskussion in der außenpolitischen Community. Die Experten der DGAP veröffentlichen jährlich zahlreiche Studien und Analysen zu aktuellen außenpolitischen Themen und entwickeln konkrete Lösungsansätze zu den thematischen Schwerpunkten der DGAP: Europäische Union, Geoökonomie, Internationale Ordnung & Demokratie, Klimapolitik, Migration, Sicherheit, Technologie & Digitalisierung.

### Informationsaustausch
Im Rahmen exklusiver Vorträge, Podiumsdiskussionen und Kamingespräche tauschen sich die Mitglieder der DGAP mit hochrangigen Entscheidern aus dem In- und Ausland über Grundfragen und aktuelle Themen der Außenpolitik aus – am Hauptsitz in Berlin und bundesweit in den Regionalforen NRW, Hansestädte, München, Frankfurt, Sachsen, Baden-Württemberg und Brüssel.
Bis zum Jahr 2009 richtete die DGAP das EU-Russland Forum aus.

### Nachwuchsförderung
Im Jahr 2008 wurde die „Junge DGAP“ gegründet, die für ihre ca. 1000 Mitglieder jährlich etwa 120 Veranstaltungen organisiert und ein Mentoring-Programm anbietet.
Zusammen mit dem Institut français des relations internationales (Ifri) und der Robert-Bosch-Stiftung organisiert die DGAP den „Deutsch-Französischen Zukunftsdialog“. Damit soll ein Netzwerk für Nachwuchskräfte geschaffen werden. Der Dialog fand zuletzt im Jahr 2019 statt.

### Bibliothek
Das Informationszentrum, eine Bibliothek und Dokumentationsstelle der DGAP, ist eine der ältesten und bedeutendsten öffentlich zugänglichen Spezialbibliotheken zur deutschen Außen- und Sicherheitspolitik.
Ihr Bestand geht bis auf das Jahr 1945 zurück und umfasst mehr als 250 nationale und internationale Zeitschriften, über 85.000 Bücher sowie zahlreiche elektronische Publikationen.
Durch die Kooperation mit dem Fachinformationsverbund „Internationale Beziehungen und Länderkunde“ (IBLK) bietet die Bibliothek darüber hinaus die größte Fachdatenbank ihrer Art in Europa.

### Publikationen
Die Zeitschrift Internationale Politik wurde 1945 von Wilhelm Cornides unter dem Namen „Europa-Archiv“ gegründet. Sie erscheint alle zwei Monate und ist sowohl im Abonnement als auch bundesweit im Bahnhofs- und Flughafenbuchhandel erhältlich. Eine englische Ausgabe erscheint vierteljährlich online unter dem Namen Internationale Politik Quarterly (IPQ).
aussenpolitik.net war das Wissensportal der DGAP für internationale Beziehungen und globale Fragen. Angelehnt an die Schwerpunkte der DGAP präsentierte es ausgewählte Analysen aus dem Internetangebot von Fachzeitschriften und Think Tanks weltweit. Das Portal wurde im Herbst 2012 eingestellt.

## Struktur
Die Gremien der DGAP sind:
Mitgliederversammlung
Die Mitgliederversammlung tagt mindestens einmal jährlich.

### Vorstand
Der Vorstand besteht aus Präsident, Vizepräsident, Schatzmeister bis zu 6 weiteren Mitgliedern. Diese Vorstandsmitglieder werden von der Mitgliederversammlung für 3 Jahre gewählt. Zudem gehören dem Vorstand qua Amt die Mitglieder der Geschäftsführung (Direktor, Chefredakteur der Zeitschrift IP - Internationale Politik, Verwaltungsdirektor) an. Mit dem Ausscheiden aus der Geschäftsführung endet auch die Mitgliedschaft im Vorstand.

### Präsidium
Das Präsidium besteht aus Präsident, Vizepräsident, bis zu 25 von der Mitgliederversammlung gewählten Personen sowie bis zu 15 Mitgliedern die vom Vorstand ernannt und abberufen werden. Die Amtszeit der gewählten Mitglieder beträgt 3 Jahre.
Aus dem Präsidium heraus werden Ausschüsse gebildet, unter anderem ein Finanzausschuss und ein Wissenschaftlicher Beirat.

### Ehrenmitglieder
| Derzeitige Ehrenmitglieder: - Arend Oetker (Ehrenpräsident, Präsident von 2005–2019) - Ursula Braun - Klaus von Dohnanyi - Karl Kaiser - Rita Süssmuth - Günter Verheugen | Ehemalige Ehrenmitglieder: - Hans-Dietrich Genscher (Präsident von 2001–2003) - Helmut Schmidt - Hans-Ulrich Klose - Herbert Trebesch - Antje Vollmer - Richard von Weizsäcker |

## Finanzierung
Die DGAP finanziert sich über Projektmittel (34 %), Bundeszuschüsse (27 %), Mittel aus dem Förderkreis des DGAP e. V. (21 %), Mitgliedsbeiträgen (8 %), Umsatzerlösen (7 %) und sonstigen Erträgen (3 %).
Die konkreten Förderbeträge der DGAP stellen sich im Jahresbericht 2020/2021 folgendermaßen dar:
| Spenden von | Spenden von | Spenden von | Spenden von |
| 100.000 € und mehr | 25.000 € und mehr | 10.000 € und mehr | 5.000 € |
| --- | --- | --- | --- |
| - Auswärtiges Amt - Bundesamt für Migration und Flüchtlinge - Bundesministerium der Verteidigung - Arend Oetker - Europäische Kommission - Open Society Foundation - Otto Wolff Stiftung - Robert Bosch Stiftung - Stiftung Mercator | - Alfred Freiherr von Oppenheim-Stiftung zur Förderung der Wissenschaften - Botschaft der Republik Litauen - Deutsches Institut für Entwicklungspolitik - Europäische Zentralbank - Harald und Gertrud Kühnen Stiftung - MCI Deutschland GmbH - Microsoft Deutschland - Sal. Oppenheim-Stiftung - Stiftung für Wissenschaft und Demokratie - Zeit-Stiftung Ebelin und Gerd Bucerius | - Ursula Braun - Thomas Enders - Ernst & Young - Jutta Freifrau von Falkenhausen - Norwegian Institute for Defence Studies - Estnisches Außenministerium | mehr als 5.000 €: - NATO - Stiftung für Deutsch-Polnische Zusammenarbeit bis 5.000 €: - Institut français des relations internationales |

## Kritik
Im Oktober 2015 berichteten deutsche Medien, dass das zur DGAP gehörende „Berliner Forum Zukunft“ über mehrere Jahre Luxusexkursionen zu verschiedenen Standorten von Rüstungskonzernen für insgesamt 350 Mitarbeiter von Bundestagsabgeordneten organisiert hatte. Finanziert wurden diese Reisen größtenteils von den Rüstungsfirmen Krauss-Maffei Wegmann, MBDA und Airbus Helicopters. Der Bundestagsabgeordnete von Bündnis 90/Die Grünen Thomas Gambke kritisierte dies als intransparente Einflussnahme von Rüstungsunternehmen auf die Politik. Das „Berliner Forum Zukunft“ wird von Airbus und Eurojet Turbo gefördert. Zu den Mitgliedern des Förderkreises der DGAP gehören außerdem die im Rüstungsbereich agierenden Unternehmen Airbus Defence and Space, Rheinmetall und Rolls-Royce Group.
Die Initiative Lobbycontrol führt in ihrem lobbykritischen Onlinelexikon Lobbypedia die DGAP auf und benennt den maßgeblichen Einfluss von Lobbyorganisationen und der Wirtschaft auf die Gremien der DGAP.
Im Frühjahr 2025 wurde die DGAP in Russland zur unerwünschten Organisation erklärt.